# 남아프리카 공화국 방위군
남아프리카 공화국 방위군(영어: South African National Defence Force, SANDF)은 남아프리카 공화국의 군대로 구성된다. SANDF의 사령관은 남아프리카 공화국의 대통령이 군대 중 하나로부터 임명한다. 그들은 차례로 국방부의 국방부 장관과 퇴역 군인들에게 책임이 있다.
그 해 4월 남아프리카 공화국의 첫 번째 비인종 선거와 새로운 헌법의 채택 이후, 오늘날 존재하는 군대는 1994년에 만들어졌다. 그것은 남아프리카 공화국 방위군을 대체했고 또한 움콘토 웨 시즈웨 (MK), 그리고 아잔디안 인민해방군 (APLA) 게릴라 부대를 통합했다.

## 역사

### 통합 과정
1994년, SANDF는 SADF로부터 인력과 장비를 넘겨받았고, 이전 반투스탄 고향 군대로부터 통합된 군대뿐만 아니라, 아프리카 국민회의의 움콘토 웨 시즈웨, 범아프리카 회의의 아잔디안 인민해방군, 잉카타 자유당(IFP)의 자기보호대와 같은 남아프리카 공화국에 관련된 일부 정당의 이전 게릴라 군대로부터 인력을 넘겨받았다. 아잔디안 인민조직의 AZANLA는 초청을 받았지만 통합되기를 거부했고, 현재까지 현재의 병력으로 통합되지 않은 유일한 게릴라군으로 남아 있다.
2004년 현재, SADF로부터 인력, 구조 및 장비를 유지하면서 통합 과정은 완전한 것으로 간주되었다. 그러나 통합 문제, 재정적 제약 및 기타 문제로 인해 SANF는 역량 제약에 직면했다.
남아프리카 공화국 특공대는 2008년까지 회사 규모부터 대대까지 지역 부대를 기반으로 활동한 시민 민병대였다. 마지막 해에 그 역할은 내부 작전 동안 남아프리카 공화국 경찰청을 지원하는 것이었다. 그러한 배치 동안 부대는 SAPS의 통제를 받았다.

### 1999년 재무장
1999년, 남아프리카 공화국 정부에 의한 300억 달러(48억 달러) 규모의 무기 구매가 최종 확정되었고, 이는 부패 혐의의 대상이 되었다. 남아프리카 공화국 국방부의 전략 방위 인수 회사는 호위함, 잠수함, 경유틸리티 헬리콥터, 유도 전투기 훈련기 및 다중 역할 전투기를 구매하였다.

## 대외 군사 관계

### 브라질
브라질과 남아프리카 공화국의 군사 관계는 전통적으로 가까웠으며, 2022년 브라질군은 전쟁 훈련과 물류의 형태로 SANDF에 군사적 지원을 제공했다. 브라질과 남아프리카 공화국은 또한 그들의 JAS 39 그리펜 전투기에 모두 사용될 A-다터 공대공 미사일 프로젝트에 협력했다. 양국은 특히 레이더 탐색기 머리가 장착되고 남아프리카 공화국과 브라질 해군이 사용할 수 있는 전천후 지대공 미사일 (SAM)로 개발될 사거리 100km의 말린 레이더 유도 공대공 무기에 대한 미사일 개발에 더 협력할 것으로 기대하고 있다. 게다가 남아프리카 공화국은 또한 브라질과 고속 목표 드론과 수직 이착륙 무인 항공기 (VTOL UAV)에 대한 협력을 검토하고 있다. 양국은 IBSA 대화 포럼의 일부이다.

### 인도
인도와 남아프리카 공화국은 또한 2008년 인도, 브라질, 남아프리카 공화국 사이에 시작된 IBSMAR와 같은 군사 협력, 무기 거래 및 연합 훈련과 군대를 훈련하는 프로그램을 개발했다. 1990년대에 남아프리카 공화국은 인도 육군의 자주포 부대 요건을 충족시키기 위해 빔 자주포를 개발했다. 무역 방문 후에 남아프리카 공화국은 탄약, 육지 무기, 특히 포병, 사이버 보안, 전자전, 무인 항공기, 로봇 공학 및 인공 지능을 포함하는 협력 분야를 확인한 후에 인도 방위 산업 회사들과의 협력을 검토하고 있다. 두 나라는 IBSA 대화 포럼의 일부이다.